# Yōkai Dōchūki
Yōkai Dōchūki (妖怪道中記?) è un videogioco arcade del 1987 sviluppato da Namco. Il gioco ha ricevuto conversioni per PC Engine e Family Computer. Il gioco è stato distribuito in Giappone per Wii e Wii U tramite Virtual Console. Una versione per Nintendo Switch è stata commercializzata all'interno della serie Arcade Archives con il titolo Youkai Douchuki.